# Tanaga Island
Tanaga Island ist eine Insel im Westen der Andreanof Islands, welche ihrerseits im Südwesten der Aleuten liegen.
Die zum US-Bundesstaat Alaska zählende, unbewohnte Insel ist etwa 40 km lang und zwischen 4 und 32 km breit. Im Nordwesten der Insel liegt der 1806 m hohe Vulkan Mount Tanaga, dessen bisher letzter Ausbruch 1914 stattgefunden hat.